# Kanton Écommoy
Der Kanton Écommoy ist seit 1790 ein französischer Wahlkreis im Arrondissement Le Mans, im Département Sarthe und in der Region Pays de la Loire; sein Hauptort ist Écommoy.

## Gemeinden
Der Kanton besteht aus neun Gemeinden mit insgesamt 28.263 Einwohnern (Stand: 1. Januar 2022) auf einer Gesamtfläche von 177,20 km²:
| Gemeinde             | Einwohner 1. Januar 2022 | Fläche km² | Dichte Einw./km² | Code INSEE | Postleitzahl |
| -------------------- | ------------------------ | ---------- | ---------------- | ---------- | ------------ |
| Écommoy              | 4.818                    | 28,50      | 169              | 72124      | 72220        |
| Laigné-Saint-Gervais | 4.260                    | 22,25      | 191              | 72155      | 72220        |
| Marigné-Laillé       | 1.618                    | 32,73      | 49               | 72187      | 72220        |
| Moncé-en-Belin       | 3.699                    | 17,49      | 211              | 72200      | 72230        |
| Mulsanne             | 5.299                    | 15,25      | 347              | 72213      | 72230        |
| Ruaudin              | 3.492                    | 13,78      | 253              | 72260      | 72230        |
| Saint-Biez-en-Belin  | 709                      | 9,27       | 76               | 72268      | 72220        |
| Saint-Ouen-en-Belin  | 1.325                    | 15,14      | 88               | 72306      | 72220        |
| Teloché              | 3.043                    | 22,79      | 134              | 72350      | 72220        |
| Kanton Écommoy       | 28.263                   | 177,20     | 159              | 7204       | –            |

## Veränderungen im Gemeindebestand seit 2015
2025: Fusion Laigné-en-Belin und Saint-Gervais-en-Belin → Laigné-Saint-Gervais
Bis zur landesweiten Neugliederung der Kantone im März 2015 bestand der Kanton Écommoy aus den elf Gemeinden Brette-les-Pins, Écommoy, Laigné-en-Belin, Marigné-Laillé, Moncé-en-Belin, Mulsanne, Saint-Biez-en-Belin, Saint-Gervais-en-Belin, Saint-Mars-d’Outillé, Saint-Ouen-en-Belin und Teloché. Sein Zuschnitt entsprach einer Fläche von 215,97 km2. Er besaß vor 2015 einen anderen INSEE-Code als heute, nämlich 7209.